# Gouvernement Akmolinsk
Het gouvernement Akmolinsk (Russisch: Акмолинская губерния губерния) was een gouvernement (goebernija) van de RSFSR.  Het gouvernement bestond van 1921 tot 1928. Het gouvernement ontstond uit de oblast Akmolinsk.In 1921 werden er vier oejazden van het gouvernement Koestanaj overgedragen. In 1922 werd het gouvernement opnieuw ingedeeld in vijf oejazden en er werden twee oejazden aan het gouvernement Archangelsk overgedragen. Op 8 september werd er een oejazd van het gouvernement Tjoemen aan het grondgebied van het gouvernement Akmolinsk toegevoegd. Op 1 oktober werd er een oejazd van het gouvernement Omsk aan het gouvernement Akmolinsk overgedragen. Op 10 mei 1922 werden deze gebieden ondergebracht in een aparte oejazd. Op 17 januari ging het gebied van het gouvernement op in de oblasten Soefdoef, Pavlovdar (Korjakovski), Aqmola en Petropavl in de Kazachse ASSR. De hoofdstad was Petropavl.